# Josep Vilanova Rubio
Josep Vilanova Rubio (València, 20 d'abril de 1910 - Manresa, 30 de desembre de 1989) fou un futbolista valencià de les dècades de 1930 i 1940.

## Trajectòria
Ingressà al València CF el 1929 procedent del Norte FC de Russafa. Jugà durant tota la dècada dels trenta al conjunt valencianista, on fou conegut amb el sobrenom de "el xiquet". Marcà 146 gols en 206 partits, i aconseguí un ascens a primera divisió i diversos campionats regionals. Després de la Guerra Civil fitxà per l'Hèrcules CF i el 1940 pel Reial Saragossa. A continuació passà per les files del Real Murcia, el Llevant, Albacete i finalment l'Alcoià.